# Bromat de magnesi
El bromat de magnesi és un compost inorgànic del grup de les sals, constituït per anions bromat {\displaystyle {\ce {BrO3-}}}i cations magnesi {\displaystyle {\ce {Mg^{2+}}}}, la qual fórmula química és {\displaystyle {\ce {Mg(BrO3)2}}}.
Es presenta com el hexahidrat {\displaystyle {\ce {Ba(BrO3)6*H2O}}} incolor, amb cristalls octaèdrics. Perd l'aigua de cristal·lització per donar el dihidrat {\displaystyle {\ce {Ba(BrO3)2*H2O}}} entre 50 °C i 60 °C, a 105 °C perd aquestes dues molècules d'aigua més i es descompon a 200 °C donant òxid de magnesi {\displaystyle {\ce {MgO}}}, brom {\displaystyle {\ce {Br2}}} i oxigen:
{\displaystyle {\ce {2Mg(BrO3)2 ->[\Delta] 2MgO2 + 2Br2 + 5O2}}}
És soluble en aigua (58,2 g en 100 ml d'aigua).
Pot obtenir-se a partir de la reacció d'hidròxid de magnesi {\displaystyle {\ce {Mg(OH)2}}} amb bromat de sodi {\displaystyle {\ce {NaBrO3}}}, segons la reacció:
{\displaystyle {\ce {Mg(OH)2 + 2 NaBrO3 -> Mg(BrO3)2 + 2NaOH}}}
També a partir de carbonat de magnesi {\displaystyle {\ce {MgCO3}}} i àcid bròmic {\displaystyle {\ce {HBrO3}}}:
{\displaystyle {\ce {MgCO3 + 2 HBrO3 -> Mg(BrO3)2 + CO2 + H2O}}}
I també fent reaccionar una dissolució de sulfat de magnesi {\displaystyle {\ce {MgSOa}}} a una suspensió de bromat de bari {\displaystyle {\ce {Ba(BrO3)2}}}:
{\displaystyle {\ce {MgSO4(aq) + Ba(BrO3)2 -> Mg(BrO3)2(aq) + BaSO4(s)}}}